# Ладутько, Николай Александрович
Николай Александрович Ладу́тько (бел. Мікалай Аляксандравіч Ладуцька; род. 21 марта 1959, Минск) — председатель Минского городского исполнительного комитета с 10 июня 2009 года по 6 ноября 2014 года (с 10 июня 2009 года по 25 июня 2010 года — исполняющий обязанности).

## Биография
Николай Ладутько окончил среднюю школу № 40 г. Минска в 1976 году и Белорусский политехнический институт (нынешний БНТУ) в 1981 году по специальности «инженер-строитель» (ПГС). В 2007 году он завершил образование в Академии управления при Президенте Республики Беларусь.
Работал в строительстве и в комсомольском движении. С 1990 года — начальник производственно-технического отдела СУ № 256 МПОИД. В 1997—2001 гг. — начальник отдела инженерной подготовки, начальник производственного отдела по строительству МАПИД «Минскжилстрой». С 2001 года — начальник строительного управления № 101 ОАО «МАПИД». В 2003—2006 гг. — директор коммунального унитарного предприятия «УКС Мингорисполкома». Участвовал в строительстве нового здания Национальной библиотеки, в 2006 году стал главой администрации Фрунзенского района. 24 сентября 2007 года был назначен заместителем председателя Мингорисполкома.
10 июня 2009 года был назначен исполняющим обязанности председателя Мингорисполкома в связи с перенесённой Михаилом Павловым операцией. 25 июня 2010 года был назначен председателем Мингорисполкома. 6 ноября 2014 года отправлен в отставку указом Александра Лукашенко, новым председателем Мингорисполкома стал бывший министр ЖКХ Андрей Викторович Шорец.
8 июня 2015 года назначен генеральным директором ОАО «Мотовело» после ареста владельцев и руководства предприятия. В период его руководства Минским мотовелозаводом последний был признан банкротом (по состоянию на 2020 год ликвидация предприятия продолжается).
15 июня 2018 года избран председателем Минского столичного союза предпринимателей и работодателей.

## Деятельность на посту председателя Мингорисполкома
Летом 2011 года Николай Ладутько боролся с дефицитом товаров, вызванным финансовым кризисом в Беларуси, с помощью увольнения директоров магазинов, где была обнаружена нехватка товаров на прилавках. Осенью 2011 года выступил в поддержку идеи отправлять школьников «на картошку» в учебное время, а весной 2012 года поручил привлекать студентов к строительным работам из-за массового оттока строителей на заработки в Россию. 12 сентября 2011 года Ладутько поручил сделать проезд в общественном транспорте для студентов дневной формы обучения бесплатным. Спустя месяц, 19 октября, заявил о намерении повысить тарифы на проезд в общественном транспорте вдвое до конца 2011 года. С 1 июля 2012 года бесплатный проезд для учащихся и студентов был отменен.
Председатель Мингорисполкома подвергался критике со стороны Александра Лукашенко за недостаточно внимательное отношение к иностранным инвесторам; низкие объёмы привлечения иностранных инвестиций были поставлены в вину именно ему. Вскоре после этого Мингорисполком начал рассмотрение возможности сноса автовокзала «Московский» (построен в 1999 году и получил несколько архитектурных наград) для реализации строительного проекта Газпрома («Газпром-центр»), что получило общественный резонанс. Ладутько назвал автовокзал маловостребованным и архитектурно незначимым («С точки зрения памятника архитектуры — вокзал таким не является. Поэтому говорить о том, что снос „Московского“ станет для города большой потерей, нельзя»). Кроме того, парк им. 40-летия Октября, известный по проведению на его территории Партизанского парада в 1944 году, был бесплатно передан китайской компании для строительства гостиницы «Пекин», что привело к вырубке значительного количества деревьев.
Также Ладутько активно защищает идею уплотнения жилой застройки в существующих микрорайонах.

## Награды
- Почётная грамота Правительства Москвы (30 октября 2009 года) — за большой вклад в развитие сотрудничества между Москвой и Республикой Беларусь[23];
- воинское звание генерал-майор запаса ВС РБ[24], присвоено в 2011 году Лукашенко Александром Григорьевичем;
- Орден Славы и Чести III степени РПЦ[25], 2013 год;
- Орден Отечества III степени[26], 2014 год.